# البیز-مونتراند
البیز-مونتراند (به فرانسوی: Albiez-Montrond) یک کمون در فرانسه است که در Canton of Saint-Jean-de-Maurienne واقع شده‌است.

## خصوصیات
البیز-مونتراند ۴۸٫۵۸ کیلومترمربع مساحت و ۳۶۰ نفر جمعیت دارد.